# Герб Краснохолмского района
Герб муниципального образования «Краснохо́лмский район» Тверской области Российской Федерации .
Герб утверждён Решением № 237 Собрания депутатов Краснохолмского района Тверской области 27 декабря 1999 года.
Герб внесён в Государственный геральдический регистр Российской Федерации под регистрационным номером 741.

## Описание герба
«В лазоревом (синем, голубом) щите, червлёный (красный) отвлечённый остроконечный холм, тонко окаймлённый золотом, и во включённой червлёной (красной) главе золотая, о пяти видимых листовидных зубцах, корона».

## Описание символики и история герба

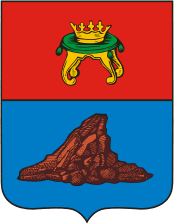
Герб г. Красный Холм (1780 год)

Гласный герб. В основе герба — исторический герб города Красный Холм Тверской губернии.
Исторический герб города Красный Холм был Высочайше утверждён 10 октября 1780 года императрицей Екатериной II вместе с другими гербами городов Тверского наместничества
Подлинное описание герба города Красный Холм гласило:

«Въ голубомъ полѣ красный холмъ, означающій имя сего города». 
В верхней части щита герб Тверской: «В красном полѣ на зелёной подушке золотая корона». 
Герб города Красный Холм был составлен в департаменте Герольдии при Сенате под руководством герольдмейстера, действительного статского советника А. А. Волкова.
В 1862 году, в период геральдической реформы Кёне, был разработан проект нового герба уездного города Красный Холм (официально не утверждён): «В золотом щите червлёный холм. В вольной части герб Тверской губернии. Щит увенчан серебряной стенчатой короной и окружён золотыми колосьями, соединёнными Александровской лентой».
27 декабря 1999 года решением Собрания депутатов Краснохолмского района Тверской области был утверждён герб Краснохолмского района, созданный на основе исторического герба города, но имеющий в отличие от него в верхней части только одну корону, без трона (подушки).
Современный герб района размещён на наградном нагрудном знаке «Почётный гражданин Краснохолмского района» внесённом в Государственный геральдический регистр Российской Федерации под регистрационным номером 744.